# Джеф Кінні
Джеф Кінні (англ. Jeff Kinney) — американський дитячий письменник, який насамперед відомий як автор книжкової серії «Щоденник слабака».

## Біографія
Народився 19 лютого 1971 року у Форті Вашингтон, Меріленд. Третій з чотирьох дітей Браяна Кінні (військовий аналітик) та Патриції Кінні (викладачка в коледжі). У юному віці любив читати книги Джуді Блум, Беверлі Клірі, Пірса Ентоні та Дж. Р. Р. Толкіна. Хист же до малювання у нього проявився ще до початку навчання в школі.
У 1990-х навчався в Мерілендському університеті у Коледж-Парку, де спеціалізувався на інформатиці. Під час навчання створив комікс «Ігдуф», який з'явився на сторінках студентської газети «The Diamondback». 1995 року переїхав до Нової Англії. 14 грудня 2003 року одружився з Джулі Кінні. Разом з дружиною і двома синами (Вілл та Грант) живе в Плейнвілі, Массачусетс, США.

## Творчість
У квітні 2007 року світ побачила книга «Щоденник слабака», яка започаткувала однойменну книжкову серію про життя та пригоди підлітка Ґреґа Гефлі. 2016 року серія отримала премію «Вибір дітей» у номінації «Улюблена книга». Станом на 2017 рік вийшло дванадцять книг серії.

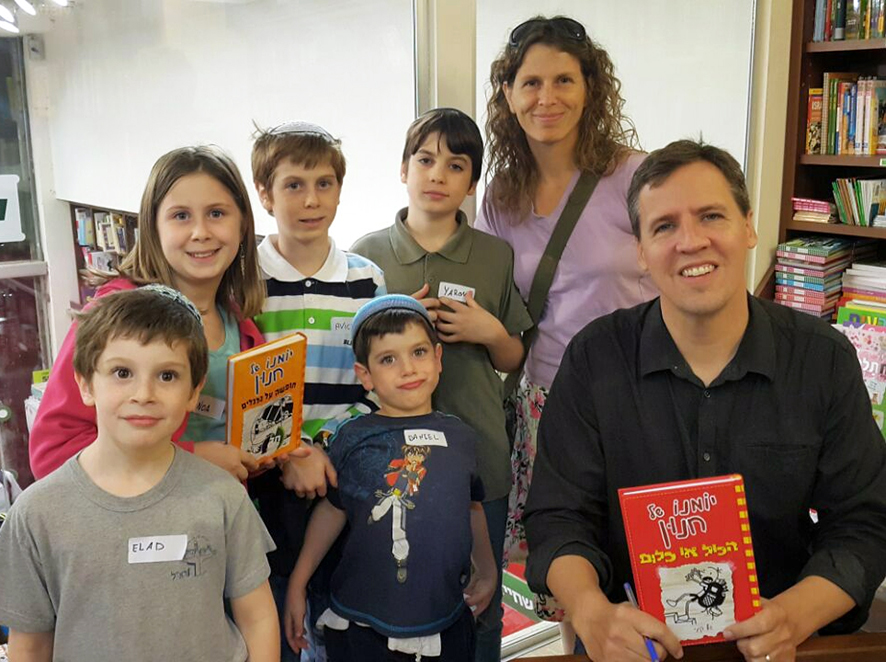

Загалом вийшло чотири екранізації книг письменника: «Щоденник слабака» (2010), «Щоденник слабака: Правила Родрика» (2011), «Щоденник слабака: Собачі дні» (2012) та «Щоденник слабака: Довга подорож» (2017).
Окрім своєї письменницької кар'єри, Джеф Кінні також займається створенням онлайн-ігор. 2007 року, зокрема, світ побачила дитяча рольова відеогра «Poptropica» та однойменний вебсайт.